# Geminoropa
Geminoropa is een geslacht van weekdieren uit de klasse van de Gastropoda (slakken).

## Soorten
- Geminoropa antialba (Petterd, 1879)
- Geminoropa vortex (R. Murdoch, 1897)